# Orden de Makarios III
La Orden de Makarios III (en griego: Τάγμα Μακαρίου Γ΄) es la orden de mérito más alta otorgada por Chipre. Establecida en 1991, la orden lleva el nombre del primer presidente de Chipre, el arzobispo Makarios III.

## Grados
La Orden de Makarios III se otorga en los siguientes seis grados:
- Gran Collar de la Orden de Makarios III
- Gran Cruz de la Orden de Makarios III
- Gran Comandante de la Orden de Makarios III
- Comandante de la Orden de Makarios III
- Oficial de la Orden de Makarios III
- Caballero de la Orden de Makarios III

## Destinatarios notables
- Birendra de Nepal

### Gran collar
- Dimítris Avramópoulos
- Arnold Rüütel
- John Brademas
- Paul Sarbanes
- Matthew Festing
- Tomislav Nikolić
- Pranab Mukharjee
- Abdel Fattah Sisi
- Rosen Plevneliev
- Hamad bin Isa bin Salman Al Khalifa
- Vladímir Vladímirovich Putin
- Borut Pahor
- Aleksandar Vučić
- Prokópis Pavlópoulos
- Katerína Sakellaropoúlou

### Gran cruz
- Christóforos Pissarídis
- Serguéi Víktorovich Lavrov
- Dimítrios Papangelópoulos
- Patrick Devedjian